# 남원 용주암 석조여래입상
남원 용주암 석조여래입상(南原 龍珠庵 石造如來立像)은 대한민국 전북특별자치도 남원시 용주암에 있는 불상이다. 2009년 10월 9일 전라북도의 유형문화재 제217호로 지정되었다.

## 개요
석조여래입상은 화강암 1매석으로 광배에 불신을 양각하였으며 좌대는 별석으로 만들었는데 전체적으로 마모가 심하여 일부 결실되거나 절단된 것을 수리하였다. 불신의 무릎 이하 부분은 매몰된 상태로 바닥에 콘크리트가 도포되었으며 좌대의 아랫부분도 매몰된 상태여서 정확한 형태는 알 수 없다.
머리는 소발로 높은 육계를 갖추고 있으며 얼굴은 상당부분 마모되어 그 정확한 형태를 알 수 없으며, 귀는 어깨까지 늘어져 있어 비교적 크게 표현하고 있다. 의습은 통견의 형태이며, 두 손을 가슴에 모은 수인의 형태에 팔에 걸친 대의는 길게 늘어지면서 단을 지정 옷자락을 뒤쪽으로 흐르게 표현하고 있고 허리 아래에는 음각선으로 의습을 처리하고 있으나 하부가 매몰되어 정확하나 형태는 알 수 없다.
광배는 주형광배로서 상부가 전단 결실된 상태이며 두광에 연화문을 조각하고 있다. 좌대는 복련좌로서 전체적인 형태는 평면 타원형을 보이고 있다. 중앙에 구멍을 두어 석불여래입상을 꽂을 수 있도록 조각하였다. 매몰된 상태에서 전체적인 크기는 알 수 없으나 현재 노출되어 있는 광배 높이가 243cm인 것으로 보아 좌대 등을 포함하는 전체높이는 훨씬 더 클 것으로 판단된다.
광배를 포함한 전체높이 243cm, 불상높이 205cm, 두부높이 75cm, 어깨폭 90cm 내외이며, 광배 최대폭 150cm, 좌대폭은 101cm(상단부)~130cm(하단부) 내외이다.

## 참고 자료
- 용주암석조여래입상 - 국가유산청 국가유산포털